# 佐原 (福島市)
佐原（さばら）は、福島県福島市の大字である。郵便番号は960-2158。

## 地理
福島市南西部の西地域に属し、地区内西部に位置する。北で桜本と、北東で土船と、南東で上名倉、荒井と、南から西にかけて土湯温泉町とそれぞれ隣接する。概ね町村制施行以前の佐原村の流れを汲む地域である。主に荒川左岸側に広がる福島盆地南西端の扇状地と、吾妻山東山麓を範囲とする。平野部では水田や果樹園が広がるほか、福島県あづま総合運動公園内の各スポーツ施設が立地する。上町に所在する福島警察署及び上鳥渡に所在する福島南消防署信夫分署がそれぞれ管轄にあたる。

### 山
- 吾妻山
  - 吾妻小富士

### 河川
- 荒川
  - 鍛冶屋川（荒川支流の白津川の支流）
  - 塩ノ川
    - 思いの滝

### 主な字
- 一後関前
- 一白津道
- 一瀧下
- 井戸尻
- 井ノ内
- 入左原
- 後大木坂
- 大木坂
- 太田
- 大平
- 岡
- 一萩坂山
- 石田
- 阿月山
- 岩添
- 大榧
- 岡ノ山
- 大豆柿下
- 入不動
- 一金坪

- 神事場
- 上新田
- 上遠瀬戸
- 上ノ山
- 上原
- 上半内
- 川石田
- 川久保
- 北田
- 熊野前
- 五下原
- 後関
- 小山
- 小山上
- 上高萩
- 作田
- 桜沢
- 三金坪
- 三下原
- 三助
- 下新田

- 下半内
- 下林
- 新桜沢
- 三荻坂山
- 芹田
- 清治鹿野
- 下林前
- 善九郎
- 橇田
- 桜沢前
- 下高萩
- 清水田
- 滝山
- 竹ノ森
- 田中内
- 田中前
- 台
- 寺坂
- 寺前
- 東久保

- 東瀬戸
- 辰道
- 竹ノ花
- 寺ノ上
- 田中内山
- 手城森
- 瀧ノ前
- 中原
- 二後関前
- 西手城森
- 西畑
- 西原
- 二瀧下
- 二白津道
- 沼田
- 沼田山
- 沼田上
- 七金坪
- 二金坪
- 原

- 樋ノ口
- 朴木坂
- 堀田
- 萩坂山
- 火南田
- 不動前
- 八森
- 前鳴沢
- 前原
- 前林
- 本屋敷
- 水上
- 松大坂
- 宮林
- 南山
- 松ノ中
- 南杉小屋
- 山神前
- 四萩坂山
- 吉田

- 休石
- 四金坪
- 四下原
- 山陳前
- 六下原
- 六金坪
- 割石

## 歴史
- 1889年（明治22年）4月1日 - 町村制の施行により信夫郡佐倉村が発足。旧佐原村域は佐倉村の大字となる。
- 1956年（昭和31年） 9月30日 - 佐倉村が福島市へ編入され、福島市の大字となる。

## 世帯数と人口
2022年（令和4年）3月31日現在の世帯数と人口は以下の通りである。
| 大字 | 世帯数  | 人口  |
| ---- | ------- | ----- |
| 佐原 | 265世帯 | 657人 |

## 小・中学校の学区
市立小・中学校に通う場合、学区は以下の通りとなる。
| 番地 | 小学校             | 中学校             |
| ---- | ------------------ | ------------------ |
| 全域 | 福島市立佐原小学校 | 福島市立西信中学校 |

## 交通

### 鉄道
域内に鉄道施設は存在しない。

### 道路
- 福島西部広域農道
- 福島市道38号佐原水保線
- 福島市道39号足王前地蔵原線
  - 小富士橋（荒川）
- 福島市道30341号荒井あづま公園線
  - あづま公園橋（荒川）

### バス
福島交通路線バス
- （福島駅方面） -あづま総合体育館 - あづま陸上競技場 - 佐原 - 下林 - 桜沢 - 川石田 - 荒川発電所
  - 佐原
- （福島駅方面） -あづま総合体育館 - あづま陸上競技場 - 佐原 - 下林 - 桜沢 - （四季の里）
  - 佐原経由四季の里

## 施設
- 福島県あづま総合運動公園
  - 福島県営あづま陸上競技場
  - 福島県営あづま球場
  - 福島県営あづま総合体育館
  - 補助陸上競技場
  - 軟式野球場
- 福島市立佐原小学校
- 東北電力荒川発電所
- 曹洞宗慈徳寺
  - 慈徳寺観音
  - 慈徳寺の種まき桜（福島市指定天然記念物）
- 天台宗覚寿院
- 義民太郎右衛門霊堂